# Laboratoriediagnos av virusinfektion
I det diagnostiska laboratoriet kan virusinfektioner bekräftas med en mängd olika metoder. Diagnostisk virologi har förändrats snabbt på grund av tillkomsten av molekylära tekniker och ökad klinisk känslighet av serologiska analyser.

## Provtagning
Ett stort antal prover kan användas för virologisk testning. Vilken typ av prov som skickas till laboratoriet beror ofta på vilken typ av virusinfektion som diagnostiseras och det test som krävs. Korrekt provtagningsteknik är viktigt för att undvika potentiella för-analytiska fel. Till exempel måste olika typer av prover samlas i lämpliga rör för att bibehålla provets integritet och lagras vid lämpliga temperaturer (vanligtvis 4°C) för att bevara viruset och förhindra bakterie- eller svamptillväxt.
Olika typer av prover kan vara:
- Nässvabb
- Blod
- Hud
- Sputum, gurgla och tvätt av bronkial
- Urin
- Sädesvätska
- Avföring
- Cerebrospinalvätska
- Vävnader (biopsier eller post mortem)
- Torkade blodfläckar
- Nässlem för till exempel rhinovirus[2]